# Greda (Maruševec)
Greda (Greda Maruševečka) je naselje smješteno u jugoistočnom dijelu općine Maruševec.

## Zemljopis
U okviru statističkih granica naselje Greda ima jednu od najmanjih površina (2,35 km2). Površina građevinskog područja je 54,4 ha. Izgrađeni dio građevinskih područja zauzima 28,5 ha (novi dio građevinskog područja 24,1 ha).

## Stanovništvo
Prema popisu stanovništva 2001. godine, naselje Greda ima 592 stanovnika. Gustoća naseljenosti iznosi 252 stanovnika na km2.
Veći dio kućanstava smješten je duž lokalne prometnice, a manji duž državne ceste D 35 što od naselja Jurketinec vodi prema Cerju Nebojse. Gotovo cijelo naselje je u ravnici okruženo poljoprivrednim tlom i krajolikom uz rijeku Plitvicu. Tek manji dio naselja prema Selniku je na padini.
| broj stanovnika | 252   | 313   | 364   | 422   | 419   | 487   | 460   | 516   | 616   | 628   | 583   | 587   | 604   | 609   | 592   | 567   | 507   |
|                 | 1857. | 1869. | 1880. | 1890. | 1900. | 1910. | 1921. | 1931. | 1948. | 1953. | 1961. | 1971. | 1981. | 1991. | 2001. | 2011. | 2021. |

## Obrazovanje
Između naselja Greda i Jurketinec izgrađena je područna osnovna škola "Gustav Krklec" Maruševec (1. – 4. razred).

## Vanjske poveznice
- Službene stranice općine Maruševec